# Copa Kirishi
La Copa Kirishi (En inglés Kirishi Cup) es una competición de waterpolo para selecciones femeninas celebrada en Kirishi, Rusia.

## Palmarés
| Año  | Primero | Segundo        | Tercero      | Cuarto         |
| ---- | ------- | -------------- | ------------ | -------------- |
| 2012 | España  | Estados Unidos | Países Bajos | Rusia          |
| 2011 | Rusia   | Australia      | Grecia       | Estados Unidos |
| 2010 | Canadá  | Rusia          | Alemania     | Reino Unido    |